# 諾森伯蘭公爵
諾森伯蘭公爵（英語：Duke of Northumberland）是一個大不列顛貴族爵位，1766年原諾森伯蘭伯爵休·珀西獲晉升為公爵。

## 頭銜持有人
- 第一代諾森伯蘭公爵休·珀西（英语：Hugh Percy, 1st Duke of Northumberland）
- 第二代諾森伯蘭公爵休·珀西
- 第三代諾森伯蘭公爵休·珀西（英语：Hugh Percy, 3rd Duke of Northumberland）
- 第四代諾森伯蘭公爵阿爾吉儂·珀西（英语：Algernon Percy, 4th Duke of Northumberland）
- 第五代諾森伯蘭公爵喬治·珀西（英语：George Percy, 5th Duke of Northumberland）
- 第六代諾森伯蘭公爵阿爾吉儂·珀西
- 第七代諾森伯蘭公爵亨利·珀西（英语：Henry Percy, 7th Duke of Northumberland）
- 第八代諾森伯蘭公爵亞倫·珀西（英语：Alan Percy, 8th Duke of Northumberland）
- 第九代諾森伯蘭公爵喬治·珀西（英语：George Percy, 9th Duke of Northumberland）
- 第十代諾森伯蘭公爵休·珀西（英语：Hugh Percy, 10th Duke of Northumberland）
- 第十一代諾森伯蘭公爵亨利·珀西（英语：Henry Percy, 11th Duke of Northumberland）
- 第十二代諾森伯蘭公爵拉爾夫·珀西（現任）